# Ceresband

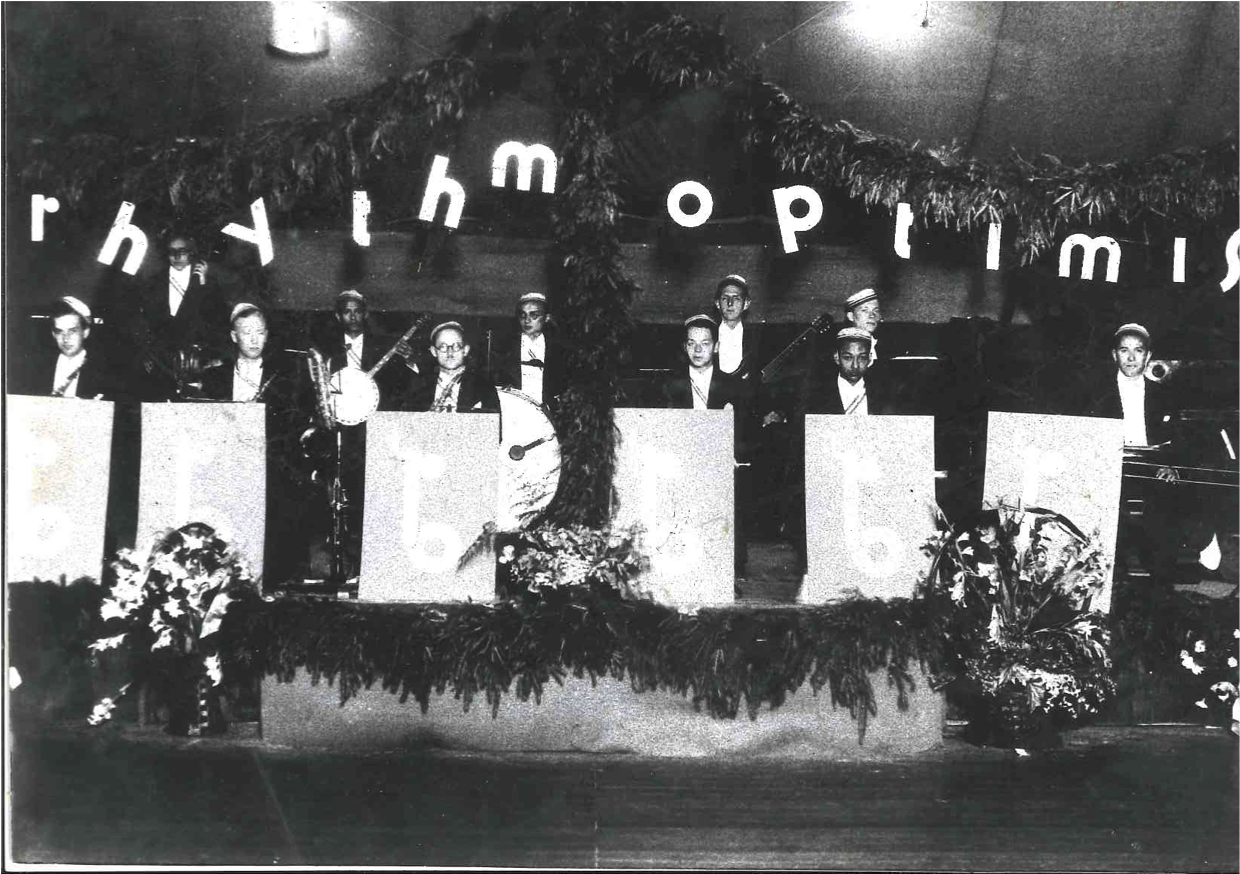
Eerste lichting Ceresband in 1933. Voorste rij v.l.n.r.: Van Medenbach de Rooy, Hofstede, Eschauzier, Van Leeuwen, Florentines, Lamping. Achterste rij v.l.n.r.: Van Hylkema Vlieg, Frederiks, Sigmond, Hemsing, Iwema.

's Lands Oudste Studenten Jazz- en Dixielandorkest de Ceresband is de oudste studentenjazzband van Nederland, opgericht in 1922 te Wageningen. De band bestaat uit mannelijke studenten aan de Wageningen Universiteit, waarbij lidmaatschap van de Wageningse Studenten Vereniging Ceres een vereiste is om tot de band te mogen toetreden. De bezetting bestaat doorgaans uit zang, trompet, trombone, klarinet, altsaxofoon, tenorsaxofoon, gitaar/banjo, piano, basgitaar en drums.

## Vooroorlogse periode
Al sinds 1905 bestaat er op het Wageningsch Studentencorps het Ceres-octet, dat jaarlijks naast optredens voor de Wageningse Studenten Toneel Vereniging de avond van de almanakuitreiking sier gaf. In 1922 werd ter ere van het lustrum van 1923 het broertje van het Ceres-octet opgericht, de Ceres Jazzband. Deze was dusdanig groot succes, dat ze in 1926 fuseerden tot de Ceresband zoals die nu bekend is. De band werd opgericht door onder anderen schilder-tekenaar Eppo Doeve, jazzmuzikant André Eschauzier en wijnimporteur Emile Verbunt. De echte jazzklanken waren toen echter nog niet aanwezig, hoewel hier vanaf het begin aan werd gewerkt, zodat de band niet lang daarna in New Orleans-stijl jazz maakte.
In 1933 bestond de band uit een twaalfkoppige formatie en werd het jazz-concours in Scheveningen onder de naam ‘Rhythm Optimists’ gewonnen. De band onderging twee jaar daarna echter een groot dieptepunt en de eerste Ceresbandgeneratie ging ter ziele.

## Naoorlogse periode
Nadat in 1935 de eerste generatie ten onder was gegaan en tijdens de Tweede Wereldoorlog de deuren van de sociëteit gesloten waren geweest, diende zich in 1948 de tweede generatie aan. Met de nieuwe studenten veranderde de stijl tijdelijk onder invloed van de bebop, maar al gauw viel men terug op het oude genre, mede door het succes van de Dutch Swing College Band.
In 1954 nam de derde generatie het over. In 1957 wonnen zij het AVRO Jazzfestival in Arnhem. In de jaren zestig verzorgde de band vele (buitenlandse) optredens op kazernes, kastelen en sociëteiten, zowel studentensociëteiten als de Nieuwe of Littéraire Sociëteit De Witte.
Begin jaren zestig speelde de band op het 25-jarig huwelijk van koningin Juliana en prins Bernhard en voor prinses Margriet en Pieter van Vollenhoven.

## Jaren zeventig tot 2000
Na een mindere periode in de jaren zeventig ging het vanaf 1977 weer beter, met in 1980 een tournee door Thailand en Indonesië voor 12.000 toeschouwers. Na deze tournee veranderde de band van bezetting. In 1982 werd de band uitgenodigd om in Italië een reeks van concerten te geven onder leiding van Paolo Lepore. Dit inspireerde de Ceresband ertoe jaarlijks naar de Côte d'Azur af te reizen om in Cannes, Nice en Saint-Tropez openluchtconcerten te geven. Tevens werd er op de Wageningse Jazz Night meermalen door de band acte de présence gegeven met een bekende jazzzanger of -zangeres in hun midden. Achtereenvolgens waren Beryl Bryden, Darius Dhlomo en tweemaal Adriane West te gast.
In 1986 werd de Ceresband de begeleidingsband van het AVRO-programma Wordt Vervolgd, waardoor de groep wekelijks op televisie te zien was. Ook voor AVRO Service Salon werd de muziek verzorgd.
Speciaal voor het lustrum van de WSV Ceres in 1993 werd er een bigband opgericht, de CeresBigBand, bestaande uit oude en toenmalige bandleden. De bigband bracht twee cd's uit: The Big One en Glamour Jazz.

## 2000 tot heden
Sinds de eeuwwisseling heeft de band optredens verzorgd op onder meer het voormalige jaarlijkse Koninginnedagbal op de Nederlandse ambassade in Parijs, de Nieuwe of Littéraire Sociëteit de Witte in Den Haag, huwelijken en hockeyclubs, alsmede jazzavonden door het hele land. De bandvakantie naar het zuiden van Frankrijk is uitgegroeid tot een jaarlijkse traditie in de zomer.
In 2022 kwam het meest recente album HONDERD! uit ter viering van het twintigste lustrum van de band.

## Discografie (voor zover bekend)
- Fertile Ceres (1973)
- Ceresband Wageningen
- If you have to ask, you'll never know (1981)
- Na de ontdekking dat je het kunt gebruiken komt de vraag hoe je het moet beheersen... (1983)
- Het mooiste wat er is (1989)
- The Big One (1993)
- Glamour Jazz (1995)
- Lifestyle (2006)
- Spot On (2012)
- Tonic 'n Gin (2016)
- HONDERD! (2022)